# Pont de l'Europe (Les Pavillons-sous-Bois)
Pour les articles homonymes, voir Pont de l'Europe.
Situé sur le territoire des Pavillons-sous-Bois (Seine-Saint-Denis), le pont de l'Europe franchit le canal de l'Ourcq.

## Accès
Le pont de l'Europe joint l'avenue de Rome à l'allée de Monthyon, sur le tracé de la route départementale 78. Tout à côté débouchait le chenal de la Poudrette, sur lequel a été tracée l'allée de Monthyon prolongée.
Il se trouve au point kilométrique indicatif 10.51 du canal.

## Historique et description

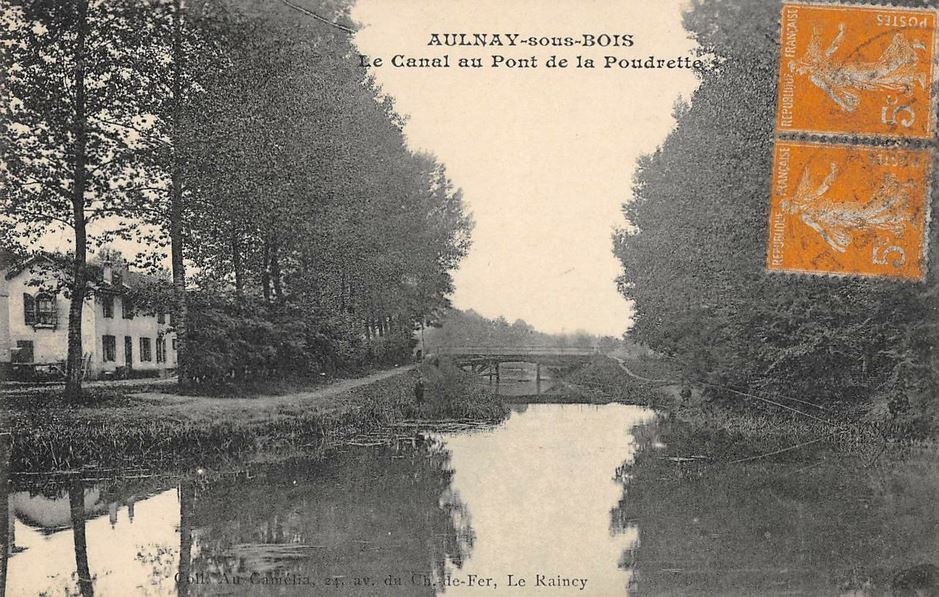
Le canal au pont de la Poudrette.

Ce pont s'appelait jadis Pont de la Poudrette, du nom de l'ancienne usine de retraitement des eaux, qui a donné son nom à la Z.I. de la Poudrette.
Il a ensuite été appelé pont de Monthyon.
Il a été reconstruit dans les années 1930, ce qui a permis la réalisation de cette zone industrielle qui, à son tour, a entraîné l’accroissement de la population et la création de nouveaux équipements.